# Deutsche Bahn
A Deutsche Bahn (rövidítve: DB) Németország állami vasúttársasága, egyben a legnagyobb vasúttársaság is az országban. 1994-ben alakult meg a korábbi NSZK vasútjának (Deutsche Bundesbahn) és a korábbi NDK vasútjának (Deutsche Reichsbahn) egyesítésével. Székhelye 1996-ig Frankfurt am Mainban volt, azóta Berlinben van. A Deutsche Bahn holdingként működik, több mint 80 leányvállalat tartozik hozzá.
2016-ban a vállalat, 4,4 milliárd utast és 277 millió tonna árut szállított el.

## Felépítése
2005 áprilisában a DB szétvált a következő 3 önálló divízióra:
- Személyszállítás divízió:

DB Fernverkehr, DB AutoZug GmbH, CityNightLine AG, DB Regio, DB Stadtverkehr, DB Vertrieb, Autokraft, DB Dialog
- Teherszállítás és Logisztika divízió:

Railion, Schenker AG, BAX Global
- Infrastruktura és Szolgáltatás divízió:

DB Netz, DB Services, DB Fahrzeuginstandhaltung, DB Telematik, DB Systems, DB Energie, DB Fuhrpark, DB Sicherheit, DB Kommunikationstechnik, DB ProjektBau, DB Station&Service
Ezek egy holdingba összevonva működnek együtt.

## Vezetők
- Richard Lutz (2017. március 22. – , vezérigazgató)
- Utz-Hellmuth Felcht (2010. március 24.–, A felügyelőbizottság elnöke)
- Rüdiger Grube (2009. május 1.–, vezérigazgató)
- Hartmut Mehdorn (1999. december 16.–2009. április 30., vezérigazgató)
- Johannes Ludewig (1997. július 9.–1999. szeptember 30., vezérigazgató)
- Heinz Dürr (1994–1997, vezérigazgató)